# Табоан-да-Серра
Табоан-да-Серра (порт. Taboão da Serra) — місто і муніципалітет бразильського штату Сан-Паулу. Складова частина міської агломерації Великий Сан-Паулу, однойменного мезорегіону та економіко-статистичного мікрорегіону Ітапесеріка-да-Серра. Населення становить 224 тис. чоловік (2008 рік, IBGE), муніципалітет займає площу 20,4 км².
| Бразилія | Це незавершена стаття з географії Бразилії. Ви можете допомогти проєкту, виправивши або дописавши її. |